# Stefan Czerwiński

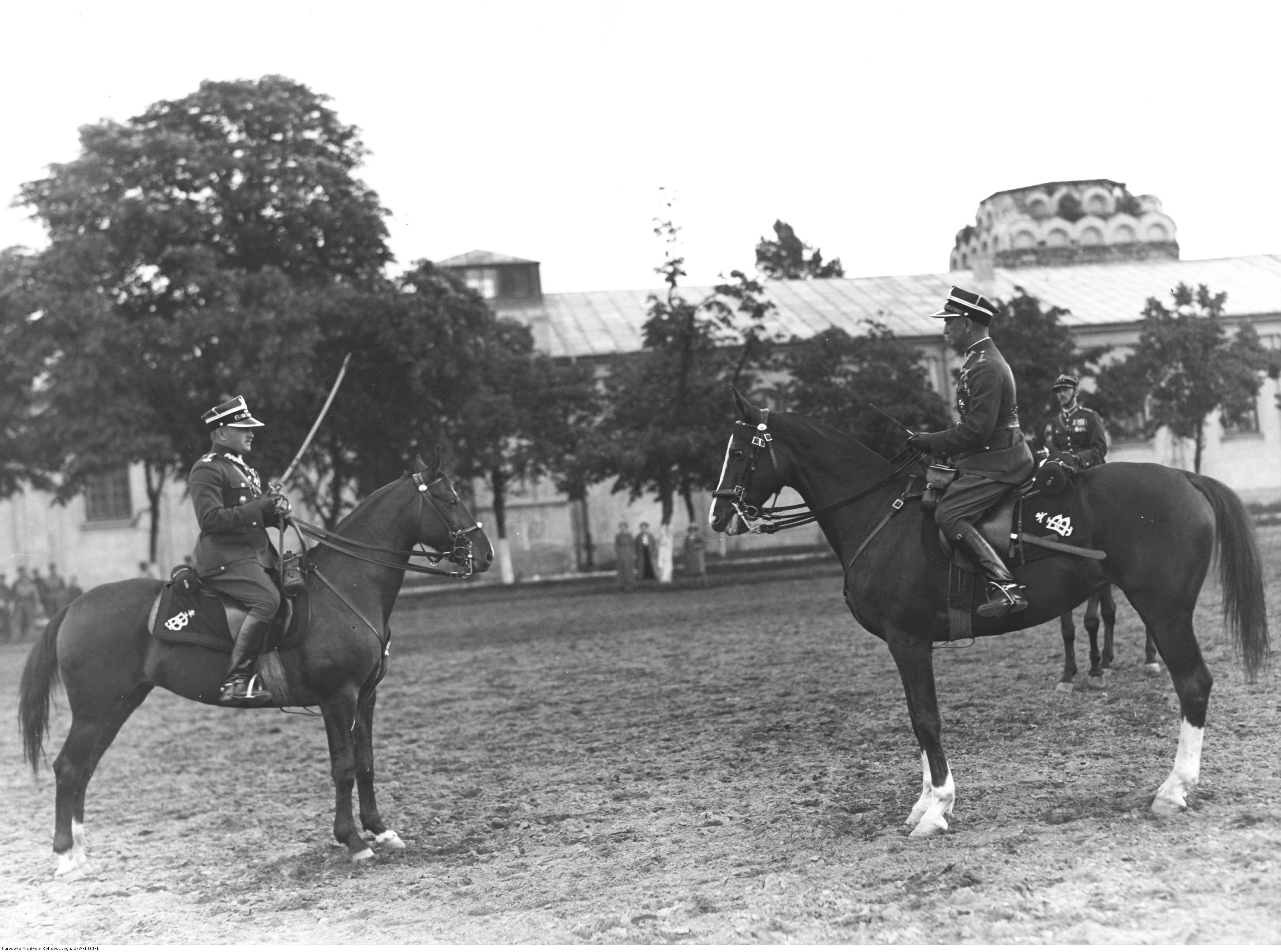
Przekazanie dowództwa 1 dak ppłk dypl. Stefanowi Czerwińskiemu przez ppłk dypl. Stefana Brzeszczyńskiego (z prawej) 8 czerwca 1932.

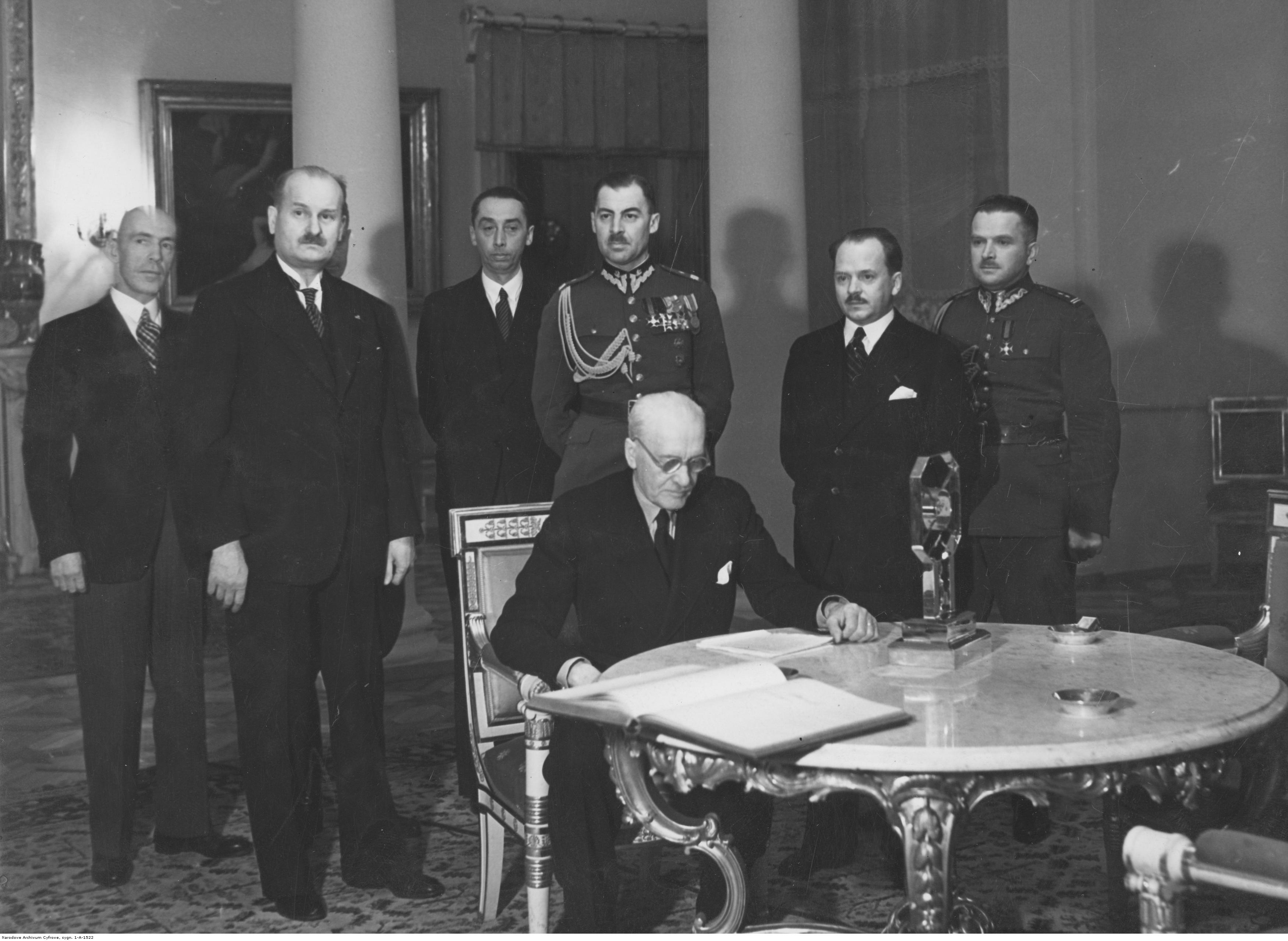
Przemówienie radiowe prezydenta RP Ignacego Mościckiego nt. pomocy zimowej dla bezrobotnych 9 listopada 1936; ppłk Stefan Czerwiński pierwszy z prawej.

Stefan Czerwiński, ps. Dalia, Karabin, Luśnia, Stefan, Zamek, Zamkowski (ur. 30 sierpnia 1895 w Marchwaczu, zm. 16 czerwca 1971 w Warszawie) – pułkownik dyplomowany artylerii Wojska Polskiego, komendant Okręgu AK Lwów, więzień w PRL-u i ZSRR, kawaler Orderu Virtuti Militari.

## Życiorys
Stefan Czerwiński urodził się 30 sierpnia 1895 roku w Marchwaczu, w ówczesnej guberni kaliskiej, w rodzinie Ludwika i Walentyny z Rudnickich. W 1905 roku, w wieku 10 lat, był jednym z organizatorów strajku szkolnego, od 1906 roku uczył się w Kaliskiej Szkole Handlowej i był aktywnym działaczem Organizacji Młodzieży Niepodległościowej „Zarzewie” (OMN). W 1911 roku brał udział w pierwszym skautowym kursie instruktorskim w Krakowie, skąd wróciwszy, wraz z innymi członkami Zarzewia utworzył tajną drużynę skautową, prowadzącą aktywną działalność niepodległościową.
W 1912 roku został aresztowany, a następnie wydalony z Kalisza za nielegalną działalność niepodległościową oraz pobicie rosyjskiego żandarma albo szpicla. Zamieszkał w Piotrkowie Trybunalskim, gdzie m.in. działał w latach 1912–1914 jako przewodniczący Koła Młodzieży Zarzewiackiej, członek Narodowej Partii Robotniczej oraz animator i komendant zastępu Polskich Drużyn Strzeleckich. W grudniu 1912 roku ukończył kurs podoficerski Polskich Drużyn Strzeleckich w Rabce, a w następnym roku szkolnym (1913/1914) był przewodniczącym lokalnej OMN i drużynowym skautów. W 1914 roku zdał maturę w gimnazjum w Piotrkowie.
14 sierpnia 1914 roku wstąpił do Legionów Polskich i dostał przydział do Oddziału Wywiadowczego I Brygady, a w lutym 1915 roku do 1 pułku artylerii. Przeszedł cały szlak bojowy I Brygady i brał udział we wszystkich jej bitwach. W 1915 roku ukończył szkołę podchorążych piechoty, a w 1917 roku – szkołę podchorążych artylerii w Górze Kalwarii. Ukończył również kurs piechoty niemieckiej w Zambrowie.
W czasie kryzysu przysięgowego został aresztowany i internowany przez rok w Szczypiornie. W 1918 roku rozpoczął studia na Wydziale Prawa Uniwersytetu Jagiellońskiego, gdzie ukończył trzy semestry.
W listopadzie 1918 roku ochotniczo zgłosił się do służby w Wojsku Polskim. Od 2 grudnia 1918 roku służył w 2 Krakowskim pułku artylerii polowej, który po połączeniu z 9 pułkiem artylerii polowej został przemianowany 1 lipca 1919 roku na 3 pułk artylerii polowej Legionów. W jednostce pełnił służbę kolejno na stanowisku oficera wywiadowczego, pierwszego oficera baterii i dowódcy baterii. W czasie wojny polsko-bolszewickiej walczył w latach 1919–1920 na froncie litewsko-białoruskim, m.in. w bitwie nad Berezyną. 14 lipca 1920 roku dostał się do niewoli litewskiej, skąd zbiegł 28 września 1920 roku i wrócił do służby w 3 pap. Od 1 grudnia 1920 roku do 20 stycznia 1921 roku był dowódcą baterii szkolnej, następnie został przeniesiony do 1 pułku artylerii ciężkiej, gdzie służył na stanowisku dowódcy baterii (do 4 marca 1921), a od 5 do 31 marca 1921 roku pracował jako referent w Oddziale IV Sztabu Generalnego. W późniejszym okresie był ponownie dowódcą baterii w 1 pac i pełnił zastępczo funkcję dowódcy dywizjonu.
17 maja 1922 roku odznaczono go orderem wojskowym „Virtuti Militari" V klasy.  
Po studiach (w latach 1922–1924) w Wyższej Szkole Wojennej uzyskał tytuł oficera dyplomowanego i rozpoczął pracę jako wykładowca w Doświadczalnym Centrum Wyszkolenia Piechoty w Rembertowie (od 29 października 1924 roku do 26 lutego 1927 roku), a następnie znów wrócił do 1 pac, w którym dowodził II dywizjonem.
W 1928 roku powrócił do Sztabu Generalnego, gdzie początkowo pracował w Oddziale III, a 26 listopada 1931 roku awansował na stanowisko oficera sztabu przy gen. Tadeuszu Piskorze w Generalnym Inspektoracie Sił Zbrojnych. 9 czerwca 1932 roku został mianowany dowódcą 1 dywizjonu artylerii konnej w Warszawie. Następnie, 24 października 1936 roku objął stanowisko zastępcy szefa gabinetu wojskowego Prezydenta RP, a w listopadzie 1938 roku objął dowództwo 1 pułku artylerii lekkiej Legionów w Wilnie. Sprawował tę funkcję do 25 sierpnia 1939 roku.
W czasie kampanii wrześniowej 1939 roku walczył jako dowódca Artylerii Dywizyjnej l Dywizji Piechoty Legionów, która działała w ramach Samodzielnej Grupy Operacyjnej „Narew”. 25 albo 27 września dostał się do niewoli niemieckiej pod Wozuczynem, ale wkrótce zbiegł z transportu w Ostrowcu.
Od października 1939 roku działał w Służbie Zwycięstwu Polski w Warszawie. W lutym 1940 roku został komendantem Okręgu Białystok, jednak choroba uniemożliwiła mu objęcie tego stanowiska. W związku z zagrożeniem aresztowaniem został urlopowany i opuścił Warszawę w końcu 1940 roku, podejmując pracę jako leśniczy i kierownik tartaku w powiecie garwolińskim. W 1942 roku ponownie pełnił funkcję inspektora w Komendzie Głównej AK.
31 stycznia 1944 roku został skierowany na stanowisko zastępcy komendanta Okręgu Lwów. 16 lutego 1944 roku objął komendę Okręgu oraz funkcję zastępcy komendanta Obszaru Lwowskiego AK, a od 30 czerwca 1944 roku dowodził powstałym wtedy Podokręgiem AK Lwów. 15 lipca 1944 roku wydał zarządzenia wykonawcze do Akcji „Burza” we Lwowie i w jej trakcie dowodził odtwarzaną tam 5 Dywizją Piechoty AK oraz pełnił funkcję komendanta miasta.

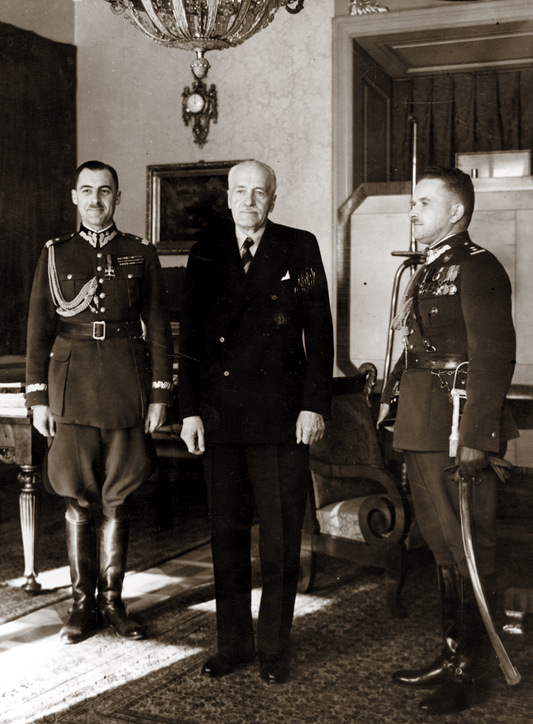
Generał Kazimierz Schally (z lewej) i podpułkownik Stefan Czerwiński na audiencji u prezydenta RP Ignacego Mościckiego w 1936.

Po zajęciu Lwowa przez Armię Czerwoną został członkiem delegacji Komendy Obszaru, która 31 lipca 1944 roku udała się na rozmowy z gen. Michałem Rolą-Żymierskim w Żytomierzu. Cała delegacja została aresztowana, a Czerwiński osadzony w więzieniu w Kijowie, następnie pod Rawą Ruską i w Trzebusce. Później, 5 września 1944 roku, został internowany w obozach w Charkowie, Diagilewie koło Riazania (od 29 grudnia 1945 roku), Wołogdzie, w lipcu 1947 roku internowany w obozie NKWD nr 150 w Griazowcu (od lipca 1947 roku) i Brześciu (od pierwszych dni października 1947 roku).
Po powrocie do kraju w pierwszych dniach listopada 1947 roku Stefan Czerwiński osiedlił się w Gdańsku. Od 1 grudnia 1947 roku do 15 kwietnia 1948 pracował w Biurze Turbinowym przy Politechnice Gdańskiej jako referent zaopatrzenia, po czym jako kierownik sekcji zaopatrzenia w Centrali Zbytu Węgla – Ekspedycji Morskiej w Gdańsku.
W maju 1951 roku przeprowadził się do Warszawy, gdzie pracował najpierw w Ministerstwie Zdrowia, a potem w Wojewódzkim Wydziale Zdrowia i Opieki Społecznej. W lipcu 1967 roku przeszedł na emeryturę.
Zmarł 16 czerwca 1971 w Warszawie. Pochowany na Cmentarzu Wojskowym na Powązkach (kwatera 19A-8-11).

## Awanse
- kapitan – 3 maja 1922 zweryfikowany ze starszeństwem z dniem 1 czerwca 1919 i 230. lokatą w korpusie oficerów artylerii[6]
- major – 3 maja 1926 ze starszeństwem z dniem 1 lipca 1925 i 27. lokatą w korpusie oficerów artylerii[7]
- podpułkownik – 14 grudnia 1931 ze starszeństwem z dniem 1 stycznia 1932 i 9. lokatą w korpusie oficerów artylerii[8]
- pułkownik – zweryfikowany w 1950

## Ordery i odznaczenia
- Krzyż Srebrny Orderu Wojskowego Virtuti Militari nr 7503[1] (17 maja 1922)[9][10]
- Krzyż Niepodległości (12 maja 1931)[11]
- Krzyż Kawalerski Orderu Odrodzenia Polski (11 listopada 1936)[12]
- Krzyż Walecznych (trzykrotnie, po raz pierwszy w 1922)[13]
- Złoty Krzyż Zasługi (25 maja 1939)[14]
- Srebrny Krzyż Zasługi (3 sierpnia 1928)[15]
- Medal Pamiątkowy za Wojnę 1918–1921[16]
- Medal Dziesięciolecia Odzyskanej Niepodległości[16]
- Odznaka „Za wierną służbę”[16]
- Odznaka Pamiątkowa Generalnego Inspektora Sił Zbrojnych (12 maja 1936)
- Krzyż Komandorski z Gwiazdą Orderu Zasługi (Węgry)[17]
- Krzyż Komandorski Orderu Gwiazdy Rumunii (Rumunia)
- Krzyż Komandorski Orderu Korony Rumunii (Rumunia)